# Ervy-le-Châtel
Ervy-le-Châtel là một xã ở tỉnh Aube, thuộc vùng Grand Est ở phía bắc miền trung nước Pháp.